# Niek Jan van Kesteren
Niek Jan van Kesteren (Katwijk aan den Rijn, 24 september 1952) is een Nederlands politicus namens het CDA.

## Biografie

### Carrière
Van Kesteren studeerde rechten aan de Rijksuniversiteit Leiden en was werkzaam als ambtenaar bij het ministerie van Defensie en (vanaf 1991) bij de NCW. Hij was van 1999 tot 2016 voorzitter van VNO-NCW en van 2012 tot 2016 directeur van MKB-Nederland. Van Kesteren, die ook wel 'toplobbyist' en 'de ongekroonde koning van de polder' genoemd is, bleef adviseur bij VNO-NCW. Op 6 juni 2023 nam hij afscheid van de Eerste Kamer.
Van Kesteren was voorzitter van voetbalclub KRV en, na de fusie, voorzitter van FC Rijnvogels. Hij was van 9 juni 2015 tot en met 12 juni 2023 lid van de Eerste Kamer. Vanaf 28 september 2021 was Van Kesteren tevens fractievoorzitter, als opvolger van Ben Knapen die demissionair minister van Buitenlandse Zaken werd. Toen Knapen op 10 januari 2022 als minister werd opgevolgd door partijgenoot Wopke Hoekstra, keerde hij terug in de Eerste Kamer en hervatte hij zijn fractievoorzitterschap. Van Kesteren nam weer de rol van vicefractievoorzitter op zich.

### Waardering
In 2012 stond Van Kesteren op plaats 2 in de Volkskrant Top 200 van invloedrijkste Nederlanders 2015. Bij zijn afscheid als VNO-NCW-directeur werd hij benoemd tot Officier in de Orde van Oranje Nassau.

### Persoonlijk
Van Kesteren is getrouwd, woonachtig te Katwijk en heeft twee kinderen.
- Parlement.com: vjr3iqdanizh